# Rainbow Falls (Hawaï)
Pour les articles homonymes, voir Rainbow.
 (février 2024).
Si vous disposez d'ouvrages ou d'articles de référence ou si vous connaissez des sites web de qualité traitant du thème abordé ici, merci de compléter l'article en donnant les références utiles à sa vérifiabilité et en les liant à la section « Notes et références ».
Rainbow (Waiānuenue) Falls est une cascade située à Hilo, à Hawaï. Elle mesure 24 mètres de hauteur et presque 30 mètres de diamètre. Les chutes font partie des parcs d'État d'Hawaï.

## Description
Aux chutes Rainbow (Waiānuenue), la rivière Wailuku se précipite dans un grand bassin en contrebas. La gorge est recouverte d'une forêt tropicale humide luxuriante et dense et le bassin de couleur turquoise est bordée de gingembre sauvage magnifique, bien que non natif. Monstera est également en abondance.
Connue dans la langue hawaïenne sous le nom de Waiānuenue (littéralement « eau arc-en-ciel »), les chutes coulent sur une grotte de lave naturelle, la maison mythologique de Hina, une ancienne déesse hawaïenne.
Rainbow Falls tire son nom du fait que, les matins ensoleillés vers 10 heures du matin, des arcs-en-ciel peuvent être vus dans la brume projetée par la cascade.

## Accès
Les chutes sont accessibles par l'intermédiaire du Wailuku River State Park, Waianuenue Avenue, coordonnées 19° 43′ 09″ N, 155° 06′ 34″ O, et sont mieux aperçues depuis la plate-forme d'observation du parc.
Il n'y a aucuns frais pour voir les chutes.